# 麥金托什縣 (喬治亞州)
麥金托什縣（英語：McIntosh County, Georgia）是美國喬治亞州東部大西洋岸的一個縣。面積1,488平方公里。根据美國2000年人口普查，共有人口10,847人，2005年人口11,068人。縣治達里恩（Darien）。
成立於1793年12月19日。縣名來源有種四種說法。